# Dendronephthya ovata
Dendronephthya ovata is een zachte koraalsoort uit de familie Nephtheidae. De koraalsoort komt uit het geslacht Dendronephthya. Dendronephthya ovata werd in 1909 voor het eerst wetenschappelijk beschreven door Henderson. 